# ドロモルニス科
ドロモルニス科（Dromornithidae）は、古第三紀漸新世から第四紀更新世にかけてオーストラリアに生息していた巨大な飛べない鳥の科。現在は全ての種が絶滅している。かつては長きにわたってダチョウ目に分類されていたが、現在では主にキジカモ類に分類されている。
ドロモルニス科はオーストラリアの大型動物相の一部であり、ドロモルニス・スティルトニは身長3メートルに達した。「オーストラリアの大型動物相」は5万年前から2万年前にかけてオーストラリア大陸に生息した比較的大型の動物の数を示すために使われる用語で、絶滅の原因は未解決だがヒトによる狩猟がきっかけになった可能性があるとされる。
ドロモルニス科がどれほど肉食だったかは定かではない。物を圧砕する巨大なクチバシから、肉食・腐肉食・雑食を兼ねたものがいることが示唆されている。他の特徴としては蹄のような足・腹部の構造・広い視野をもたらすものの中央に40°ほどの死角が生じる目の構造（狩りにおいて大いに邪魔となる）といったものがあり、渡りをする植物食性動物であったことを支持している。
ドロモルニス科という名称は、「素早く走る」という意味の dromaios と「鳥」を意味する ornis に由来する。

## 分類
ドロモルニス科の位置づけについては論争が起きている。かつてドロモルニス科はエミューやヒクイドリのような平胸類に分類されていたが、現在ではこれらのグループの共通点は空を飛ばなくなったことで結果的に類似したものと信じられている。頭骨の細部に基づいたドロモルニス科の類縁関係の説としては、カモ目の系統の初期で進化したというものがある。一方で、キジ目に近縁とする系統学的研究も複数存在する。
以下は、ドロモルニス科が Anserimorphae に属するとする仮説の下での系統の一般的な合意である。

|  | †ドロモルニス科                                            |
|  |                                                            |
|  | \| \| †ヴェガヴィス目 \| \| \| \| \| \| カモ目 \| \| \| \| |
|  |                                                            |
|  | †ヴェガヴィス目                                            |
|  |                                                            |
|  | カモ目                                                     |
|  |                                                            |

|  | †ヴェガヴィス目 |
|  |                 |
|  | カモ目          |
|  |                 |

|  | †ドロモルニス科                                            |
|  |                                                            |
|  | \| \| †ヴェガヴィス目 \| \| \| \| \| \| カモ目 \| \| \| \| |
|  |                                                            |
|  | †ヴェガヴィス目                                            |
|  |                                                            |
|  | カモ目                                                     |
|  |                                                            |

|  | †ヴェガヴィス目 |
|  |                 |
|  | カモ目          |
|  |                 |

|  | †ドロモルニス科                                            |
|  |                                                            |
|  | \| \| †ヴェガヴィス目 \| \| \| \| \| \| カモ目 \| \| \| \| |
|  |                                                            |
|  | †ヴェガヴィス目                                            |
|  |                                                            |
|  | カモ目                                                     |
|  |                                                            |

|  | †ヴェガヴィス目 |
|  |                 |
|  | カモ目          |
|  |                 |

|  | †ドロモルニス科                                            |
|  |                                                            |
|  | \| \| †ヴェガヴィス目 \| \| \| \| \| \| カモ目 \| \| \| \| |
|  |                                                            |
|  | †ヴェガヴィス目                                            |
|  |                                                            |
|  | カモ目                                                     |
|  |                                                            |

|  | †ヴェガヴィス目 |
|  |                 |
|  | カモ目          |
|  |                 |

Worthy らが執筆した巨大な家禽の系統についての2017年の論文では、ドロモルニス科がガストルニス科の姉妹群にあたる系統学的証拠が発見されている。以下に簡略化されたクラドグラムを示す。
|                | †ヴェガヴィス目                                                     |
|                |                                                                     |
| ガストルニス目 | \| \| †ガストルニス科 \| \| \| \| \| \| †ドロモルニス科 \| \| \| \| |
|                | \| \| †ガストルニス科 \| \| \| \| \| \| †ドロモルニス科 \| \| \| \| |
|                | †ガストルニス科                                                     |
|                |                                                                     |
|                | †ドロモルニス科                                                     |
|                |                                                                     |

|  | †ガストルニス科 |
|  |                 |
|  | †ドロモルニス科 |
|  |                 |

|                | †ヴェガヴィス目                                                     |
|                |                                                                     |
| ガストルニス目 | \| \| †ガストルニス科 \| \| \| \| \| \| †ドロモルニス科 \| \| \| \| |
|                | \| \| †ガストルニス科 \| \| \| \| \| \| †ドロモルニス科 \| \| \| \| |
|                | †ガストルニス科                                                     |
|                |                                                                     |
|                | †ドロモルニス科                                                     |
|                |                                                                     |

|  | †ガストルニス科 |
|  |                 |
|  | †ドロモルニス科 |
|  |                 |

### 種

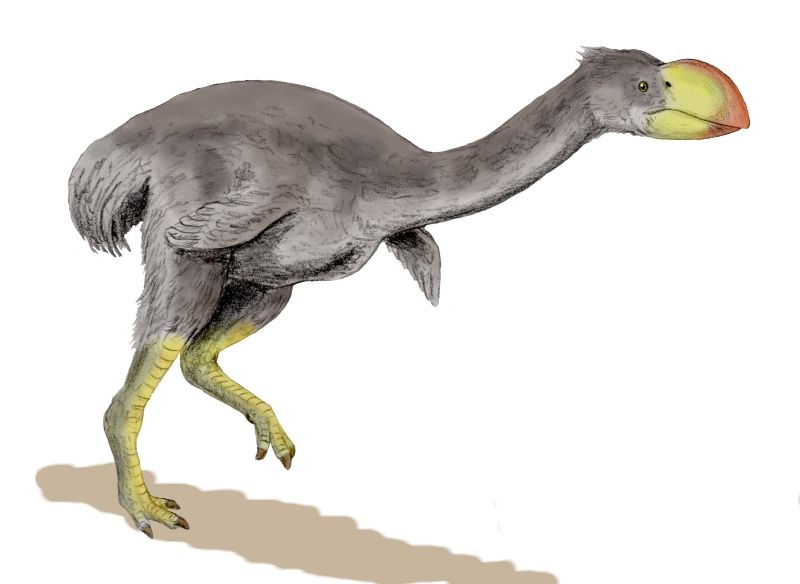
ドロモルニス・スティルトニ

ドロモルニス科には7つの種が属する。最も小型の種はバラウェルトルニス・テドフォルディであり、体格はヒクイドリ属と同等で体重は80 – 95キログラムに達した。イルバンドルニス属の2種（イルバンドルニス・ラウソニとイルバンドルニス・ウッドブルネイ）はこれよりも大型であったが、脚は他のドロモルニス科の鳥よりも細長く、体躯はダチョウに近かった。ブロコルニス・プラネイとゲニオルニス・ニュウトニはさらに重厚な体格をしており、背丈は2 – 2.5メートル、体重は220 - 240キログラムと推定されている。ドロモルニス科で最大の種はドロモルニス・アウストラリスとドロモルニス・スティルトニである。
少なくともドロモルニスには性的二型の証拠が発見されており、雄は雌よりも必ずしも背丈が高いわけではないが、より頑丈で体重も雌を上回っていた。

## 分布
化石記録はオーストラリアのみから知られている。タスマニア島やオーストラリア大陸の西側からも化石発見されているが、大半は大陸の東側から発見されている。ノーザンテリトリーにおいてドロモルニス科の化石は一般的であり、60 – 70%の化石がここから出土している。ドロモルニス科のものと同じ大きさの足の骨の断片が南極大陸から発見されているが、これがドロモルニス科のものなのかは不明である。
ドロモルニス科として同定された最も初期の化石は漸新世後期のもので、クイーンズランド州北西部リバースレーの堆積層に由来する。クイーンズランド州南東部ではドロモルニス科の可能性もある足跡化石が発見されている。最も新しい時代の化石証拠としてはゲニオルニス・ニュウトニの化石が3万1000年前にあたるニューサウルウェールズ州北部中央部 Cuddie Springs から出土している。

## 絶滅
更新世の終わりにオーストラリアの大型動物の絶滅とともにドロモルニス科も全て絶滅の道を辿った原因については、今なお議論が続いている。約6万年前から約4万8000年前にオーストラリア大陸へヒトが到達して狩猟を行ったこと、そして風景を変えるほどの火を用いたことが、大型動物の絶滅に関わったとする仮説がある。しかし、1万8000年前に最終氷期がピークを迎えており、これを絶滅の原因から除外する仮説やそれに対抗する仮説で決着はついていない。複合的な要因で絶滅した可能性もあるが、それぞれの要因がどれほど関与したかについては大きな意見の隔たりがある。

## 発見

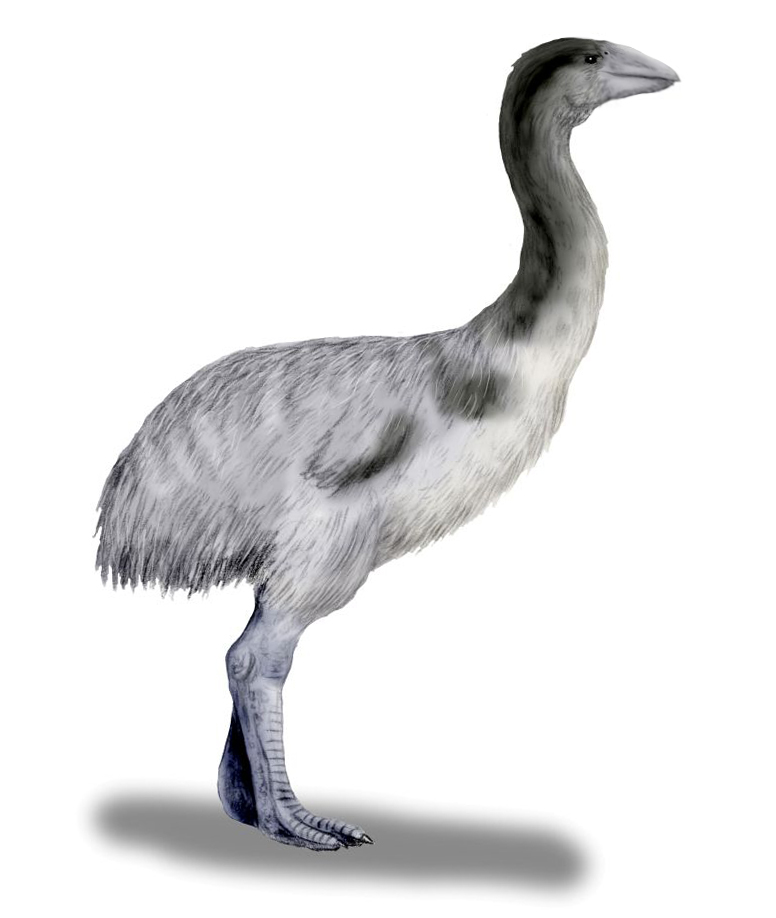
ゲニオルニス・ニュウトニ

最も新たな時代の種であるゲニオルニス・ニュウトニは更新世後期の間にアボリジニに存在を知られていたことが確実視されている。ゲニオルニス・ニュウトニを描写したと考えられている洞窟壁画が知られており、刻まれた足跡はエミューのものよりも大きい。Cuddie Springs ではゲニオルニスの骨は人工物との複合物として発掘されている。ドロモルニス科や他の大型動物に人間がどれほど影響したかについては未だ論争が続いているが、人間の道具と狩猟がオーストラリアの大型動物相を形成する種に大きく関与したことは数多くの研究者が認めている。
ドロモルニスの骨に初めて出会った西洋人はトーマス・ミッチェルとそのチームである可能性がある。ウェリントン洞窟を探索中、隊員の1人がロープを突起物に巻き付けて登ろうとするとその突起物が破損した。彼が後に登って戻ってくると、突起物は巨大な鳥の化石化した骨であることが判明した。初めて記載された種はドロモルニス・アウストラリスで、クイーンズラド州ピークダウンズの深さ55メートル地点で発見され、1872年にリチャード・オーウェンが記載したものである。
ドロモルニス科の膨大な化石収集は、南オーストラリア州カラボナ湖で初めて行われた。
1892年、南オーストラリア博物館の E.C. Stirling と A.H. Zietz が南オーストラリア州北西部の乾燥した湖底で巨大な骨が発見されたという報告を受け取った。複数個体のほぼ完全な骨格が発見されたその場所へ彼らは数年に渡って何度も足を運び、彼らは新たに発見された種を1896年にゲニオルニス・ニュウトニと命名した。ゲニオルニスの他の化石は同州のほかにビクトリア州とニューサウルウェールズ州から発見されている。
ノーザンテリトリーの Bullock Creek と Alcoota も重要な産地であり、ここで発見された化石が1979年にオーストラリアの古生物学者パトリシア・ヴィッカーズ・リッチにより命名された。この時彼女は新たに4属5種を記載している。
ドロモルニス科の代表的な骨は椎骨・後肢の骨・足の骨である。肋骨と翼の骨は保存されていないケースが多い。長い間、頭骨は損傷したゲニオルニスのもの1つだけが知られていた。ドロモルニス科の初期の復元は巨大なエミューのようだったが、オーストラリアのノーザンテリトリー博物館のピーター・マーレイとディーク・メジリアンがブロコルニスの頭骨標本を収集し、頭部の理解に貢献した。現在では、ブロコルニスの頭骨は非常に大きく、巨大なクチバシがその三分の二を占めていたことが知られている。クチバシは厚かったが、幅は遥かに狭かった。顎の正面には切断のための刃があり、後方には圧砕のための面があった。巨大な筋肉と結び付く部位があり、ブロコルニスの咬合力が強力だったことが示唆されている。ドロモルニスの頭骨の断片化石もまた、巨大な頭部を持っていたことを示している。
なお、ドロモルニス科の化石証拠として発見されているものは骨だけではない。食糧の消化に役立った胃石が数多くの場所から発見されているほか、トラックウェイと呼ばれる足跡が複数個所で発見されている。さらに、頭蓋骨内部の印象化石が発見されている。空になった頭骨の中に堆積物が流れ込んだ後に頭蓋骨が破壊されてできたもので、ドロモルニス科の脳の正確な情報が提供されている。